# Cacciata di Adamo ed Eva (Pontormo)
La Cacciata di Adamo ed Eva è un dipinto a olio su tavola (43x31 cm) di Pontormo, databile al 1535 circa e conservato nella Galleria degli Uffizi di Firenze.

## Storia e descrizione
L'opera venne inventariata tra le collezioni del cardinale Leopoldo de' Medici con corretta attribuzione al Pontormo, salvo essere poi assegnata, nell'inventario delle Gallerie fiorentine del 1796, a Francesco Salviati, finché nel 1825 tornò sotto il nome dell'artista empolese. Su tale attribuzione si sono poi pronunciati positivamente quasi tutti i critici moderni, tranne Clapp e Berti. La Forlanini ipotizzò che facesse parte di una serie. Anche la datazione è incerta e oscilla tra la fase giovanile (1519 circa) e quella avanzata (1543 circa).
Al Gabinetto dei disegni e delle stampe degli Uffizi si conserva un disegno preparatorio (n. 465F r).
Ispirandosi a Masaccio, Pontormo disegnò i progenitori tormentati dal rimorso, mentre si aggirano nudi per la buia foresta del paradiso terrestre, tra il serpente che si aggroviglia a un albero (con la testina, proprio come negli affreschi della cappella Brancacci) e l'angelo con la spada che li sovrasta. Quest'ultima figura è forse la più originale della scena, disegnata come un putto rubicondo in un'aura luminosa che sta di spalle, amplificando il senso di profondità spaziale della scena.